# 1863 في فرنسا
فيما يلي قوائم الأحداث التي وقعت خلال عام 1863 في فرنسا.

## سياسة

### تعيين في المنصب
- 1 يناير – آرثر دو غوبينو رئيس بلدية [الإنجليزية]‏.

## ظهور
- 1 يناير – طعام الغداء في الحقل
- 1 يناير – لو بوتي جورنال

## كتب
من الكتب التي صدرت هذه السنة في فرنسا:
- 1 يناير – البؤساء من تأليف فكتور هوغو.

## مواليد

### يناير
- 1 يناير – أخيل أيوجين فينات عالم نبات فرنسي.
- 1 يناير – بيير دي كوبرتان

### يوليو
- 7 يوليو – مارجريت أودو كاتبة فرنسية.

### أغسطس
- 1 أغسطس – غاستون دومرغ سياسي فرنسي.
- 28 أغسطس – أندريه بلونديل فيزيائي فرنسي.

### نوفمبر
- 2 نوفمبر – أندريه بروكا فيزيائي فرنسي.
- 3 نوفمبر – ألفرد بيرو فيزيائي فرنسي.
- 11 نوفمبر – بول سينياك رسام فرنسي.

### ديسمبر
- 5 ديسمبر – بول بانليفيه
- 17 ديسمبر – هنري بادي رياضياتي فرنسي.

## وفيات

### يناير
- 17 يناير – هوراس فيرنيه (مواليد 1789) رسام فرنسي.

### مارس
- 30 مارس – أوغست برافيه (مواليد 1811) فيزيائي فرنسي.

### أبريل
- 15 أبريل – ألفرد موكن تاندون (مواليد 1804)

### يونيو
- 7 يونيو – شارل أودينو (مواليد 1791)

### أغسطس
- 13 أغسطس – ديلاكروا (مواليد 1798)